# 白花贝母兰
白花贝母兰（学名：Coelogyne leucantha），为兰科贝母兰属下的一个植物种。